# Portlandia platantha
Portlandia platantha är en måreväxtart som beskrevs av Joseph Dalton Hooker. Portlandia platantha ingår i släktet Portlandia och familjen måreväxter. IUCN kategoriserar arten globalt som akut hotad.
Artens utbredningsområde är Jamaica. Inga underarter finns listade i Catalogue of Life.